# Fotolia
Fotolia je mikrofotobanka se sídlem v New Yorku. Fotobanka nabízí několik modelů předplatného a plateb za použití jednotlivé fotografie, ceny začínají pod hranicí jednoho dolaru.
Hlavními konkurenty Fotolia jsou iStockPhoto, Dreamstime a Shutterstock.
Charakteristické pro Fotolii je podpora další distribuce obsahu, licenčními možnostmi i webovým prostředím API umožňujícím přebírání fotografií. Díky této vlastnosti existuje mnoho internetových portálů distribuujících fotografie Fotolie pod vlastní značkou. V České republice je takovýmto přeprodejcem například firmy Fotky-foto a Pixmac.
V roce 2009 Fotolia založila portál PhotoXpress nabízející stažení fotografií zdarma.

## Historie
Samotná databáze fotografií je průběžně doplňována o snímky tisíců přispěvatelů. V současné době (září 2009) obsahuje přes 6 milionů souborů z oblasti kreativních fotografií, zpravodajských fotografií, ilustrací i vektorů.